# Международный фестиваль кузнечного мастерства

Фестивали кузнечного мастерства в Донецке проходят с конца 90-х годов XX столетия. Изначально проводился в рамках празднования Дня города Донецка, носил название «Розы Донецка». В 2001 году в сквере Донецкого горисполкома по инициативе директора Украинского кузнечного предприятия «Гефест» Заслуженного деятеля искусств Украины Виктора Бурдука под патронатом Донецкого городского совета был заложен Парк кованых фигур. После этого фестиваль стал проводиться в Парке кованых фигур, а через несколько лет обрел статус международного и стал называться «Парк кованых фигур».